# Rheocricotopus chapmani
Rheocricotopus chapmani är en tvåvingeart som först beskrevs av Edwards 1935.  Rheocricotopus chapmani ingår i släktet Rheocricotopus och familjen fjädermyggor.
Artens utbredningsområde är Grönland. Arten har ej påträffats i Sverige. Inga underarter finns listade i Catalogue of Life.